# Il matto affogato
Il matto affogato è il secondo romanzo giallo di Elda Lanza, pubblicato da Salani nel 2013.

## Trama
Max Gilardi è un ex commissario di polizia quasi cinquantenne, tornato a fare l'avvocato nella sua Napoli dopo che la moglie e collega Natj è stata uccisa in un conflitto a fuoco a Milano. Nel percorso che dovrà affrontare per riambientarsi nella contraddittoria città e ricominciare a vivere anche la sua dimensione di uomo, si confronterà con due delitti e nuove donne. 

## Edizioni
- Elda Lanza, Il matto affogato, Salani, 2013,  pp. 412, ISBN 978-8867152995.